# Гамбија на Светском првенству у атлетици на отвореном 2022.
Гамбија је учествовала на 18. Светском првенству у атлетици на отвореном 2022. одржаном у Јуџину  од 15. до 25. јула осамнаести пут, односно учествовала је на свим првенствима одржаним до данас. Репрезентацију Гамбије представљала су 2 такмичара (1 мушкарац и 1 жена) који су се такмичили у 2 дисциплине (1 мушка и 1 женска). ,
На овом првенству такмичари Гамбије нису освојили ниједну медаљу али су остварена 2 најбоља резултата сезоне.

## Учесници
| Мушкарци: - Ебрима Камара — 100 м | Жене: - Ђина Бас — 200 м |  |

## Резултати

### Мушкарци
| Атлетичар     | Дисциплина | Лични рекорд | Предтакмичење | Предтакмичење | Квалификације | Квалификације | Полуфинале           | Полуфинале           | Финале               | Финале       | Детаљи |
| Атлетичар     | Дисциплина | Лични рекорд | Резултат      | Место         | Резултат      | Место         | Резултат             | Место                | Резултат             | Место        | Детаљи |
| ------------- | ---------- | ------------ | ------------- | ------------- | ------------- | ------------- | -------------------- | -------------------- | -------------------- | ------------ | ------ |
| Ебрима Камара | 100 м      | 10,15        | 10,37 КВ      | 1. у гр. 2    | 10,48         | 6. у гр. 3    | Није се квалификовао | Није се квалификовао | Није се квалификовао | 45 / 67 (71) |        |

### Жене
| Атлетичарка | Дисциплина | Лични рекорд | Квалификације | Квалификације | Полуфинале | Полуфинале | Финале                | Финале       | Детаљи |
| Атлетичарка | Дисциплина | Лични рекорд | Резултат      | Место         | Резултат   | Место      | Резултат              | Место        | Детаљи |
| ----------- | ---------- | ------------ | ------------- | ------------- | ---------- | ---------- | --------------------- | ------------ | ------ |
| Ђина Бас    | 200 м      | 22,58 НР     | 22,67 кв, ЛРС | 4. у гр. 4    | 22,71 ЛРС  | 6. у гр. 1 | Није се квалификовала | 14 / 44 (45) |        |